# 石牛山 (德化縣)
石牛山是位於中國福建省泉州市德化縣的一座山。石牛山位于德化縣水口鎮境內，因山上有一巨石似牛而得名。主峰海拔1782米，以峰險、石怪、樹奇、洞幽而聞名，是國家4A級景區，是國家地質公園和森林公園，是國家是福建省旅遊勝地。